# 高石市立羽衣小学校
高石市立羽衣小学校（たかいししりつ はごろもしょうがっこう）は、大阪府高石市羽衣にある公立小学校。

## 沿革
- 1929年（昭和4年）9月1日 - 開校。
- 1941年（昭和16年）4月1日 - 羽衣国民学校と改称。
- 1972年（昭和47年）4月1日 - 高石町立羽衣小学校と改称。
- 1966年（昭和41年）11月1日：市制の施行により、現校名に改称。

## 通学区域
- 羽衣1～5丁目、高師浜1・2丁目[1]

※卒業後は基本的に高石市立高石中学校に進学する。